# Borislav Vujčić
Borislav Vujčić (Orah pokraj Vrgorca, 1957. - Zagreb, 2005.), hrvatski književnik.
Objavio niz poetskih, dramskih i proznih djela - sedam romana, četiri zbirke novela, tri zbirke poezije i dvije knjige dramskih djela. Mnoge su mu drame izvedene u nizu hrvatskih kazališta, a po njegovim scenarijima snimljeni su i televizijski filmovi "Olovna pričest" i "Mrtva točka". Na Hrvatskom radiju izvedene su njegove brojne radiodrame.
Dobitnik je niza književnih i dramskih nagrada: zbirka novela "Poljubac u čelo XX. vijeka" nagrađena je na Logosovom natječaju za najbolju prozu 1986., crna komedija "Crkveni miš" nagrađena je Nagradom Marin Držić 1991. godine, filmska novela "Pasija svjetla" nagrađena je na natječaju Jadran-filma 1993., a iste je godine Marula dobio za dramatizaciju Krležijade. TV film "Olovna pričest" nagrađen je Nagradom hrvatskog glumišta 1995. godine, a nagradu za dramsko djelo Marin Držić je dobio i za crnu komediju "Odskok poskoka", tragediju "Asfodel" i dramu "Pir pepela". Na natječaju za kratku priču Večernjeg lista 2005. godine osvojio je prvu nagradu.
S Radom Šerbedžijom bio je suosnivač i ravnatelj Kazališta Ulysses.